# Tentativa de golpe de Estado nas Filipinas em 1989
A tentativa de golpe de Estado contra o governo da presidente filipina Corazon Aquino foi orquestrada a partir de 1 de dezembro de 1989 por membros das Forças Armadas das Filipinas pertencentes ao Movimento Reforma das Forças Armadas (Reform the Armed Forces Movement - RAM) e soldados leais ao ex-presidente Ferdinand Marcos. A Região Metropolitana de Manila foi abalada por este golpe que quase tomou o palácio presidencial. Seria completamente derrotado pelo governo filipino por 9 de dezembro de 1989.
O golpe foi liderado pelo coronel Gregorio Honasan, pelo general Edgardo Abenina e pelo general reformado José Ma. Zumel, e organizado por uma aliança do RAM, liderado por Honasan, e as tropas leais a Marcos, lideradas por Zumel.
No início do golpe, os rebeldes tomaram a Base Aérea Villamor, o Forte Bonifacio, a Base Aérea Sangley, a Base Aérea Mactan em Cebu e partes de Camp Aguinaldo. Os rebeldes estabeleceram patrulhas ao redor da pista do Aeroporto Internacional Ninoy Aquino efetivamente fechando-o. A partir da Base Aérea Sangley, os rebeldes lançaram aviões e helicópteros que bombardearam e metralharam o Palácio Malacañan, Camp Crame e Camp Aguinaldo. Três horas após a queda da base aérea de Villamor, Aquino dirigiu-se ao seu povo dizendo que "iremos esmagar essa tentativa flagrante mais uma vez". Nesse ponto, o contra-ataque governista começou. Sete caminhões do exército se dirigiram para o Channel 4 e uma luta feroz ocorreu lá. Ramos e Renato de Villa monitoravam a crise de Camp Crame, a sede policial. Com as forças leais duramente pressionadas pelos rebeldes, Aquino solicitou assistência militar das Forças Armadas dos Estados Unidos, a mando de seus comandantes militares, e foi concedida: 120 fuzileiros navais, parte do contingente de 800 estadunidenses estacionados na Base Naval Subic Bay, foram implantados nos terrenos da Embaixada dos Estados Unidos como uma medida defensiva. A presidente Aquino afirmou que as forças leais careciam de habilidade para conter as forças rebeldes. A ajuda estadunidense seria crucial para a causa de Aquino, removendo dos céus as aeronaves rebeldes e permitindo que os lealistas  consolidassem as suas forças. Enquanto muitos amotinados se renderam, Aquino declarou: "Nós deixamos duas escolhas; renda-se ou morra". Jatos F-5 do governo saíram e desafiaram aviões rebeldes, o que culminou na destruição dos T-28 Trojan rebeldes. As forças do governo recapturaram todas as bases militares, exceto a Base Aérea Mactan até 3 de dezembro, porém as forças rebeldes em retirada de Fort Bonifacio ocupariam 22 arranha-céus ao longo da área empresarial Ayala em Makati. O governo afirmou que o golpe foi esmagado, mas ferozes combates continuariam durante o fim de semana, com o Camp Aguinaldo incendiado pelos obuses rebeldes. A ocupação de Makati durou até 7 de dezembro, embora os rebeldes entregassem a Base Aérea Mactan em 9 de dezembro. O número oficial de vítimas foi de 99 mortos (incluindo 50 civis) e 570 feridos.
O exército dos Estados Unidos apoiou o governo Aquino durante esse golpe.
Os participantes do golpe de dezembro 1989 mais tarde culparam as deficiências percebidas no governo Aquino em áreas como fraude e corrupção, ineficiência burocrática e tratamento leniente aos insurgentes comunistas como as razões para o golpe. Em resposta, a Davide Commission recomendou várias contramedidas a curto e longo prazo, incluindo o estabelecimento de uma força de polícia nacional civil, uma operação contra a corrupção nas forças armadas, uma revisão do desempenho de funcionários designados pelo governo, reformas no processo de promoções militares, uma revisão das leis eleitorais a tempo para as eleições presidenciais de 1992, e uma declaração definitiva do partido de Aquino sobre sua pretensão de concorrer à reeleição em 1992.